# Phascum longipilum
Phascum longipilum är en bladmossart som beskrevs av Stone 1989. Phascum longipilum ingår i släktet Phascum och familjen Pottiaceae. Inga underarter finns listade i Catalogue of Life.